# جورج ويليام أديسون
جورج ويليام أديسون (بالإنجليزية: George William Addison)‏ (18 سبتمبر 1849 - 8 نوفمبر 1937) هو لاعب كرة قدم بريطاني في مركز الدفاع. لعب مع Royal Engineers A.F.C. ‏.